# Ivana Zarić
Ivana Zarić (devojačko Bojić; Beograd, 18. oktobar 1969) srpska je voditeljka, novinarka i glasovna glumica.

## Biografija
Ivana je rođena 18. oktobra 1969. godine u Beogradu. Završila je Petu beogradsku gimnaziju, dok studije nemačkog jezika i žurnalistike još uvek nije završila. Još kao devojčica Ivana je pokazivala interesovanje za pojavljivanje i rad u medijima, a iskustvo i znanje je sticala kroz brojne edukativne radionice i škole: hor "Kolibri", muzičku školu, dečiji dramski studio Mike Aleksića, školski program Televizije Beograd, Prekobrojni čas...

## Karijera
Novinarska karijeru počela je na radiju Studio B, gde je ovladala osnovnim novinarskim formama i postavila prve temelje novinarske karijere. Vodila je emisiju na radiju Pingvin početkom 90-ih. Nakon angažovanja na pomenutom radiju Ivana prelazi na radio B 92, a istovremeno se pojavljivala u muzičkim emisijama RTS-a. Usledio je prelazak na drugi medij, televizijski kanal OK, koji prerasta u Treći kanal, sadržajem pretežno namenjen omladini. Na trećem kanalu postaje prepoznatljiva po čuvenoj emisiji Ženske priče koju je vodila sa koleginicama Natašom Ristić i Sanjom Radović. Njenu karijeru obeležio je i rad na RTV Pink kada je vodila čuvenu emisiju Stvaran svet oko mene.
Na Prvoj TV je bila jedna od voditeljki emisije "Žene", a zatim jutarnje emisije "Tačno 9". Emisija "Žene", koju je radila sa četiri koleginice, postigla je veliki uspeh na pomenutoj televiziji.
Od septembra 2015. do januara 2023. godine je vodila svoju autorsku emisiju "Tri tačke" na televiziji N1, a potom sa Natašom Ristić vodi emisiju "Idemo dalje" na istoj televiziji.
U dosadašnjoj karijeri zabeležila je na stotine intervjua sa zvezdama domaće i inostrane scene, a bila je i voditelj brojnih manifestacija.
Njen muž je glumac Ivan Zarić.

## Sinhronizacijske uloge
| Godina sinh. | Crtani film                      | Uloga               |
| ------------ | -------------------------------- | ------------------- |
| 2006         | Ledeno doba 2: Otapanje          | gđ. Tapir           |
| 2015         | Zvončica i čudovište iz Nedođije | Niks, Pripovedačica |
| 2017         | Lepotica i zver (film iz 2017)   | Agata               |
| 2018         | Zec Petar                        |                     |

## Spoljašnje veze
- Profil na Twitter-u
- Prva srpska televizija
- Lična karta Ivane Zarić
- Ivana Zarić, novinarka – biografija
- Na Pinku me je pobedila estrada
- Pola sata sa